# 詐欺師 (映画)
『詐欺師』（さぎし、ヒンディー：श्री ४२०、ウルドゥー：420 شری、英：Shri 420またはShree 420、「420氏」の意）は1955年のボリウッド映画。ラージ・カプール監督・製作・主演。
成功を夢見てボンベイへやってきた主人公ラージは貧しいが教育を受けた孤児であった。カプールのキャラクターはチャールズ・チャップリンの『小さな浮浪者』に影響を受けており、彼の1951年の映画『放浪者』でのカプールのキャラと似通っている。
カプールの監督・製作とハージャー・アハマド・アッバースによる脚本、シャンカル・ジャイキシャーンチームの合作である。挿入歌"Mera Joota Hai Japani"（『オイラの靴は日本製』）は新たに独立したインドの愛国シンボルとして人気があった。

## あらすじ
一旗あげるために都会に出て働き口を捜す田舎の若者ラージは貧しいが高潔なヴィディヤーと恋に落ちる。しかし美女マーヤーに手先の器用さに目をつけられ、イカサマ賭博をやらされるようになる。
金の誘惑に負けて一度は詐欺師（題名の由来。インドの刑法で詐欺罪は420条に当る）の道へ堕落したラージだったが、その搾取がかつて寝食を共にしたスラムの人々に向けられた時、ヴィディヤーにより改心した彼は今度はイカサマ仲間をトリックにかけようとする。

## キャスト
- ラージ・カプール：ラージ
- ナルギス：ヴィディヤー
- ナディラー：マーヤー

## 音楽
| # | 曲名                      | 歌手                                           | 時間 |
| - | ------------------------- | ---------------------------------------------- | ---- |
| 1 | Dil Ka Haal Sune Dilwaala | マンナー・デーイー                             | 5:36 |
| 2 | Eechak Dana Beechak Dana  | ムケーシュ、ラター・マンゲーシュカル           | 5:08 |
| 3 | Mera Juta Hai Japani      | ムケーシュ                                     | 4:33 |
| 4 | Mudh Mudh Ke Na Dekh      | アーシャー・ボースレー                         | 6:34 |
| 5 | O Janewale                | ラター・マンゲーシュカル                       | 2:20 |
| 6 | Pyaar Huwa Ikraar Huwa    | ラター・マンゲーシュカル、マンナー・デーイー   | 4:22 |
| 7 | Ramaiya Vasta Vaiya       | ムハンマド・ラフィー、ラター・マンゲーシュカル | 6:10 |
| 8 | Sham Gayi Raat Aayi       | ラター・マンゲーシュカル                       | 4:00 |